# Ланкинен, Тойво Иванович

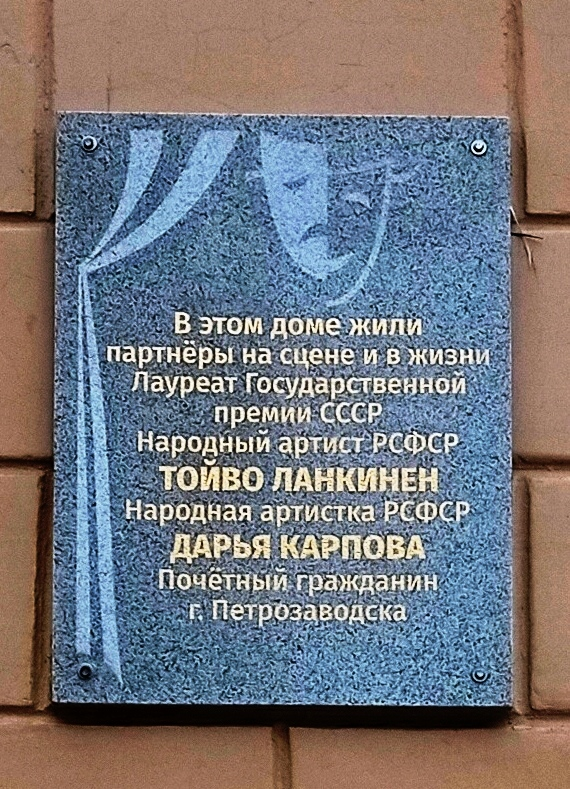
Памятная доска в Петрозаводске

Тойво Иванович Ла́нкинен (1907—1970) — советский карельский актёр. Народный артист РСФСР (1959). Заслуженный артист Карело-Финской ССР. Лауреат Сталинской премии третьей степени (1950).

## Биография
Окончил шесть классов обшеобразовательной школы.
В 1928 году переехал в Автономную Карельскую ССР, работал лесорубом, сплавщиком леса в Ругозерском леспромхозе, участвовал в самодеятельных художественных коллективах.
В 1932 году окончил карельскую студию при Ленинградском театральном техникуме и начал работать в Государственном финском драматическом театре в Петрозаводске.
Участник Великой Отечественной войны.
Сыграл более 100 ролей и поставил около 20 спектаклей.
Избирался депутатом ВС Карельской АССР.
Т. И. Ланкинен умер 8 декабря 1970 года. Похоронен в Петрозаводске на кладбище «Пески».

## Творчество

### Роли в театре
- «Орудия говорят» Л. Луото — Савандер
- «Куллерво» — Илмаринен
- «Ревизор» Н. В. Гоголя — Городничий, Осип
- «Профессор Мамлок» Ф. Вольфа — Мамлок
- «Ветер с юга» Э. Грина и Б. Филиппова — Куркимяки
- «Сын рыбака» В. Т. Лациса — Теодор
- «Гибель эскадры» А. Е. Корнейчука — Гайдай
- «Платон Кречет» А. Е. Корнейчука — Платон Иванович Кречет, Аркадий Павлович
- «Сельские сапожники» А. Киви — Эско
- «Кража со взломом» М. Кант — Хоппулайнен
- «Любовь Яровая» К. А. Тренёва — Швандя
- «Дядя Ваня» А. П. Чехова — Иван Петрович Войницкий
- «Любовь на рассвете» Я. А. Галана — Микола
- «Егор Булычов и другие» М. Горького — Павлин
- «На сплавной реке» Т. Паккала — Хуотари
- «Дикий капитан» Ю. Смуула — капитан Йынь
- «Белая болезнь» К. Чапека — Маршал
- «Баня» В. В. Маяковского — Победоносиков
- «Ромео и Джульетта» Шекспира — Капулетти
- «Четвёртый позвонок» М. Ларни — Риверс

### Постановки
- «День отдыха» В. П. Катаева
- «На всякого мудреца довольно простоты» А. Н. Островского
- «Болотные черти» М. Талвеста
- «Мамаша Кураж и её дети» Б. Брехта
- «Господин Пунтилла и его слуга Матти» Б. Брехта
- «Ленинградский проспект» И. В. Штока

## Награды и премии
- народный артист РСФСР (1959)
- заслуженный артист Карело-Финской ССР
- Сталинская премия третьей степени (1950) — за исполнение роли кулака Курмияки в спектакле «Ветер с юга» Э. Грина
- орден «Знак Почёта» (29 октября 1951)[2].
- медали
- Постановлением Президиума ЦИК Карельской АССР от 8 июня 1936 г. награждён почётной грамотой ЦИК Карельской АССР.